# Ксудачинские источники
Ксудачинские источники (Штюбелевские) — минеральные источники на полуострове Камчатка.
Расположены термальные источники в кратере Штюбеля на вулкане Ксудаче на северо-западном берегу озера Ключевого, образуя Горячий пляж. Температура источников до 70 °C. Состав воды гидрокарбонатно-сульфатный кальциево-натриевый с общей минерализацией 0,6-0,8 г/л, содержание кремнекислоты — 160 мг/л.